# Izzat al-Nus
Izzat al-Nuss (àrab: عزت النص, ʿIzzat an-Nuṣṣ) (Damasc, 1912 - ?, 1976) fou un polític sirià, gendre de Shukri al-Quwatli.
Per participar en les eleccions del 1 de desembre de 1961 el cap del govern provisional de Síria, Maamun al-Kuzbari, va renunciar el 20 de novembre; al front del govern provisional es va posar al ministre d'Educació i Orientació Nacional Izzat al-Nuss. Només es va establir una setmana de campanya electoral i fou de to moderat; com que els partits no tenien base legal, els candidats es presentaven a títol personal. Dels elegits 33 eren propers al Partit del Poble (d'Alep i conservador), 21 del Partit Nacional (conservador de Damasc), entre 15 i 18 del Baas (menys que el 1954, Salah Bitar no fou elegit per Damasc), 10 dels Germans Musulmans, 4 del Moviment Àrab d'Alliberament del ex-president Adib Shishakli, 22 pels caps tradicionals, i la resta no afiliats. 142 dels 172 diputats elegits ja ho havien estat a les eleccions de 1954 incloent 34 ex-ministres i 5 ex primers ministres.
El 14 de desembre de 1961 l'ex cap del govern provisional, al-Kuzbari, fou elegit president del parlament i Nazim al-Kudsi (cap del Partit del Poble) fou elegit a la presidència deixant el lloc de cap del govern provisional Izzal al-Nuss; el 22 de desembre va ser designat Maaruf al-Dawalibi (dirigent també del partit del Poble) com a primer ministre.